# ماریو وارجلین
ماریو وارجلین (به ایتالیایی: Mario Varglien) بازیکن فوتبال و اهل ایتالیا است که از سال ۱۹۳۵ میلادی عضو تیم ملی فوتبال ایتالیا بوده و در ۱ بازی ملی حضور داشته‌است. او در بازی‌های ملی‌اش گلی به ثمر نرساند.
ماریو وارجلین آخرین بازی ملی خود را در سال ۱۹۳۵ میلادی انجام داد.